# Keiichirō Koyama
Pour les articles homonymes, voir Koyama.
 (mai 2025).
Si vous disposez d'ouvrages ou d'articles de référence ou si vous connaissez des sites web de qualité traitant du thème abordé ici, merci de compléter l'article en donnant les références utiles à sa vérifiabilité et en les liant à la section « Notes et références ».
Keiichirō Koyama (小山 慶一郎, Koyama Keiichirō) (1er mai 1984) est un artiste japonais membre de Johnny's Entertainment et du groupe NEWS. Les autres membres du groupe sont Shigeaki Kato et Takahisa Masuda.

## Profil
- Nom: Koyama Keiichiro (小山 慶一郎?)
- Surnoms: Keii-chan (K-chan), Koyamacchi
- Date de naissance: 1er mai 1984
- Lieu de naissance: Kanagawa
- Radio Show: K-chan News (KちゃんNEWS?)

## Bio
Koyama Keiichiro est le membre le plus âgé de NEWS et est souvent vu comme la figure maternelle (paternelle?) du groupe.
Avant d'être intégré au groupe, il était membre de B.A.D. et de J-Support. Il était également un élément du groupe K.K.Kity avec Kusano Hironori et Kato Shigeaki, devenus eux aussi membres de NEWS. En tant que membre de K.K.Kity,
Malgré ça, il a seulement rejoint Johnny's Entertainment au début de 2001, alors qu'il n'avait que 16 ans. Il est bien connu pour ses yeux particuliers et est souvent taquiné à leur propos.

## Filmographie

### Séries
- 2007 : Yukan Club (ép. 6)
- 2006 : Hana Yome wa Yakudoshi
- 2006 : Ns' Aoi (Ns'あおい?, ou Nurse Aoi)
- 2006 : Kurosagi (Épisode 2 seulement)
- 2005 : Unlucky DEIZU~NAMME no bousou
- 2004 : Kanojo ga Shinjyatta (彼女が死んじゃった?)